# Hans Blennow
Hans Sölve Gunnar Blennow född 23 februari 1925 i Väsby församling, nuvarande Höganäs kommun, död 23 november 2003 i Möllevången-Sofielunds församling, Malmö kommun var en svensk präst och visdiktare. 

## Biografi
Blennow förestod Stiftsbyrån i Lund 1957–1973 och var sedan 1973–1991 kyrkoherde i Burlövs församling, Lunds stift. Blennow skrev sånger och visor med kristet innehåll för barn och ungdom. Han framförde kända religiösa sånger "uppjazzade" och med svängande rytm, och gjorde egna kompositioner med influenser från jazz och blues. Blennow medverkade genom åren i Sveriges Radio i flera olika sammanhang, bland annat i början av 1980-talet i programmet "Morgonpris" som presenterade andliga sånger, samt med radioandakter.
Hans Blennow är gravsatt i minneslunden på Burlövs kyrkogård.

## Verk

### Egen utgivning (urval)
- Till en utfryst. Lund: Håkan Ohlssons förl. 1973. Libris 9704686
- Noas blues och andra visor. Klockrike:Notera, 1980. Libris 01867
- Rotskott. Stockholm:Verbum, 1995. Libris 7411713
- Smulpaj : sju sånger för barn och ungdomskörer. Slite: Wessmans musikförlag, 1996. Libris 2364124

### I sång- och psalmböcker
- Fyra män från Kanaans land text och musik 1970. (Herren Lever 1977 nummer 827)
- Hosianna, hipp hurra text och musik 1970. (Herren Lever 1977 nummer 846)